# Focke-Wulf Fw 58 Weihe
Focke-Wulf Fw 58 Weihe var ett tyskt skol- och sambandsplan som konstruerades av Kurt Tank, chef för designbyrån vid flygplanstillverkaren Focke-Wulf. Målet var att man skulle få möjligaste säkra flygegenskaper. Flygplanets prototyp V-1 flög i juni 1935.

## Historia
Det tvåmotoriga flygplanet hade plats för piloten och tre passagerare. Vingarna och stjärtfenan var i metall, skelettet var av stål med träbalkar. Flygplanet var täckt med duk.
Luftwaffe använde flygplanet i olika roller, däribland som skolflygplan för piloter, kulspruteskyttar, bombfällare och radiooperatörer. Det förekom även olika varianter av flygplanet, däribland transport-, sambands-, ambulans-, rekognoserings- och flygfotograferings-, väderflygplan, såväl som ett civilt passagerarflygplan. Sammanlagt fanns det åtminstone fem olika versioner: B, C, K, S och W. B-versionen var ämnad för skolning av bombplansmanskap, så den hade en genomskinlig nos för bombövningar. C-versionens nos var helt täckt. 
Sammanlagt tillverkade man ungefär 4 500 exemplar av Focke-Wulf Fw 58 Weihe, av vilka 25 tillverkades på licens i Brasilien och några tiotal i Ungern. Tillverkningen i Tyskland upphörde 1942.

## Sverige
Till Sverige inköptes fyra plan för att användas av Rikets allmänna kartverk (numera Lantmäteriet) som fotoplan m m. Planen försågs med civila registreringsbokstäver SE-KAA, -KAB, -KAC och –KAD, men eftersom de flögs av militära piloter hade de även den militära beteckningen tre kronor i en cirkel. Det sista planet gjorde sin sista flygning 1959.

## Användning i Finland
Den avdelta bataljonen 4 erhöll i slutet av 1943 ett tyskt Fw 58B-flygplan till sitt förfogande, vars tyska beteckning var NH+OI. Flygplanet hämtades i Tyskland av flygmästare Martti Paasonen. Flygplanet fungerade som bataljonens befälhavares sambandsplan mellan stationeringsorten vid S:t Michels flygfält och flygfältet i Kuopio (Rissala). Under vintern 1943–1944 installerade man skidor på flygplanet. Efter vapenstilleståndet kom flygplanet att byta beteckning för att skenbart höra till det finländska flygvapnet eftersom all tysk utrustning skulle överlämnas till Sovjetunionen. Den kom nu att bära civilbeteckningen OH-PMS, i förteckningarna hade det beteckningen FH-1. Flygplanet förstördes på Malms flygfält av ryska soldater, troligtvis under vintern 1944–1945.

## Användare
Flygplanet användes förutom av Tyskland även flera andra länder, däribland Argentina, Brasilien, Bulgarien, Finland, Nederländerna, Kina, Kroatien, Rumänien, Sverige, Turkiet, Ungern och Österrike.